# Ендрю Ллойд Веббер
Барон Е́ндрю Ллойд Ве́ббер (англ. Andrew Lloyd Webber; 22 березня 1948) — британський композитор, автор шістнадцяти мюзиклів, двох тем до кінофільмів та реквієму, лауреат численних нагород, у тому числі «Оскара» і «Греммі».

## Біографія
Батьки Е. Ллойда Веббера — композитор Вільям Ллойд Веббер та піаністка-вчителька Джін Джінстоун Ллойд Веббер. Композитором став також молодший брат — Юліан Ллойд Веббер. Вчився в Оксфордському університеті, проте не закінчив його.
24 липня 1972 року одружився із Сарою Г'юджл (Sarah Hugill), з якою виховував двох дітей. 22 березня 1984 року одружився вдруге з танцюристкою й співачкою Сарою Брайтмен (Sarah Brightman). 1986 року вона виступила в його мюзиклі «Привид опери». 1990 року вони розійшлися, а 15 лютого 1991 року Ллойд Веббер одружився втретє з Магдаленою Гурдон (Madeleina Gurdon), яка народила трьох дітей.
Першого успіху Е. Ллойд Веббер досяг у 19-річному віці, коли разом із Тімом Райсом написали оперу «Йосиф і його дивний різнобарвний плащ» (англ. Joseph and the Amazing Technicolor Dreamcoat, 1968). Шедеврами наступних років стали мюзикли «Ісус-Христос суперзірка» (Jesus Christ Superstar, 1970), «Евіта» (Evita 1976), «Коти» (Cats 1981) та «Привид опери» (The Phantom of the Opera 1986), які дотепер є популярними. Кілька з його пісень, зокрема «The Music of the Night» («Привид опери»), «I Don't Know How to Love Him» («Ісус-Христос суперзірка»), «Don't Cry for Me Argentina» («Евіта») і «Memory» («Коти») стали хітами.
Чимало творів було екранізовано, зокрема «Ісус-Христос суперзірка» — у 1973 (режисер — Норман Джуїсон (Norman Jewison), «Евіта» — в 1996 (режисер Алан Паркер, в головній ролі — Мадонна), «Привид опери» — в 2004 (режисер Джоел Шумахер), «Коти» — в 2019 (режисер Том Гупер).
В 1992 році був висвячений королевою у лицарі, а в 1997 році йому був дарований титул барона (його титул Baron Lloyd-Webber пишеться з дефісом, а первісне прізвище — без). За оцінками The Times, майно композитора становило понад 700 мільйонів фунтів стерлінгів; він входить у сотню найзаможніших жителів Великої Британії.

## Мюзикли
- The Likes of Us (1965)
- Joseph and the Amazing Technicolor Dreamcoat (1968)
- Jesus Christ Superstar (1970)
- Jeeves (1975)
- Evita (1976)
- Cats (1981)
- Tell Me On a Sunday (1979)
- Starlight Express (1984)
- Requiem (1985)
- The Phantom of the Opera (1986)
- Aspects of Love (1989)
- Sunset Boulevard (1993)
- Whistle Down the Wind (1996)
- Metal Philharmonic (1997)
- The Beautiful Game (2000)
- The Woman in White (2004)